# کیتاگاتا، گیفو
کیتاگاتا، گیفو (به لاتین: Kitagata, Gifu) یک منطقهٔ مسکونی در ژاپن است که در استان گیفو واقع شده‌است. کیتاگاتا  ۱۸٬۳۸۹ نفر جمعیت دارد.